# Kincs Elek
Kincs Elek (Jánk, 1897. október 19. – Budapest, 1978. május 14.) magyar irodalomtörténész, pedagógus.

## Életpályája
Szülei: Kincs Elek és Csomay Ilona voltak. Középiskolai tanulmányait az esztergomi bencés gimnáziumban és Zilahon végezte el; 1918-ban érettségizett. 1923-ban a debreceni Ady Társaság alapító tagja volt. 1929-ben a debreceni Tisza István Tudományegyetemen magyar–történelem szakos középiskolai tanári oklevelet szerzett. 1930-ig Marosvásárhelyen középiskolai rendes tanár volt. 1930–1936 között, valamint 1949–1953 között a szombathelyi Fiú Felsőkereskedelmi Iskola oktatója volt. 1936–1937 között az Írott Kő című folyóirat szerkesztője volt Szombathelyen. 1936–1938 között a pestszentlőrinci Fiú Felsőkereskedelmi Iskola pedagógusa volt. 1938–1944 között a budapesti Bolyai Gimnázium rendes tanára volt. 1943–1946 között a Vallás- és Közoktatásügyi Minisztériumban a népművelés országos felügyelőjeként tevékenykedett. 1945-ben rendes tanári állásából felfüggesztették. 1945–1946 között a körmendi Állami Polgári Fiú- és Leányiskola rendes tanára volt. 1946–1949 között, valamint 1953–1958 között a körmendi Kölcsey Ferenc Gimnázium rendes tanára és igazgatója volt. Kényszernyugdíjazták, 1957. augusztus 29-én letartóztatták; 1957–1958 között bebörtönözték. Szabadulása után Budapesten telepedett le.
A Szatmár megyei Kölcsey Társ. megalapítója volt. Titkára volt a szombathelyi Faludi Társ.-nak.

## Művei
- Magyar bölcseleti költészet Komjáthyig (Tanári szakdolgozat; Debrecen, 1928)
- Debrecen szerepe a Széchenyi szövetkezésben (Tanári szakdolgozat; Debrecen, 1928)
- Kölcsey Ferenc a közéletben. Eredeti okmányok közlésével (Szombathely, 1931)
- A művészet lényege (Debreceni Szemle, 1932)
- Ady hatása (tanulmány, Mátészalka, 1933)
- A telepítés nemzeti jelentősége (tanulmány; Szombathely, 1933)
- Berzsenyi Dániel: A magyarországi mezei szorgalom némely akadályairól. – A munkaiskola pedagógiája (Protestáns Szemle, 1933)
- Történeti áttekintés (Általános Ismeretek Kézikönyve) (Budapest, 1934; 2. kiadás: 1939; külön: Budapest, 1934)
- Élet. Gondolat. Válasz (tanulmány, Szombathely, 1935)
- A magyarosság (Kereskedelmi Szakoktatás, 1935)
- Kossuth százéves Vallomása (Szombathely, 1936)
- Néphadsereget! (Magyar Élet, 1938 és külön: Budapest, 1938)
- Ige és tett (Magyar Művelődés, 1939)
- Kölcsey. A Himnusz költője. Tanulmány. A költő arcképével és szatmárcsekei új síremléke képével illusztrálva (Budapest, 1940)
- Mátyás, a nép királya (Budapest, 1940)
- Új magyar nevelés (Szerkesztette: Nagy Ferenccel; Budapest, 1942)
- Wesselényi, a helytállás hőse (Magyar Lélek, 1942)
- Innen hoztam… (Új Magyar Múzeum 5. Emlékezések Ady Endréről. Szerkesztette: Diószegi András; Budapest, 1970)
- Ady és Kincs Gyula. A költő zilahi évei és kapcsolatai (Saint Louis, 1970)[3]
- Füzér. Visszaemlékezések (Budapest, 1975)